# Ujier

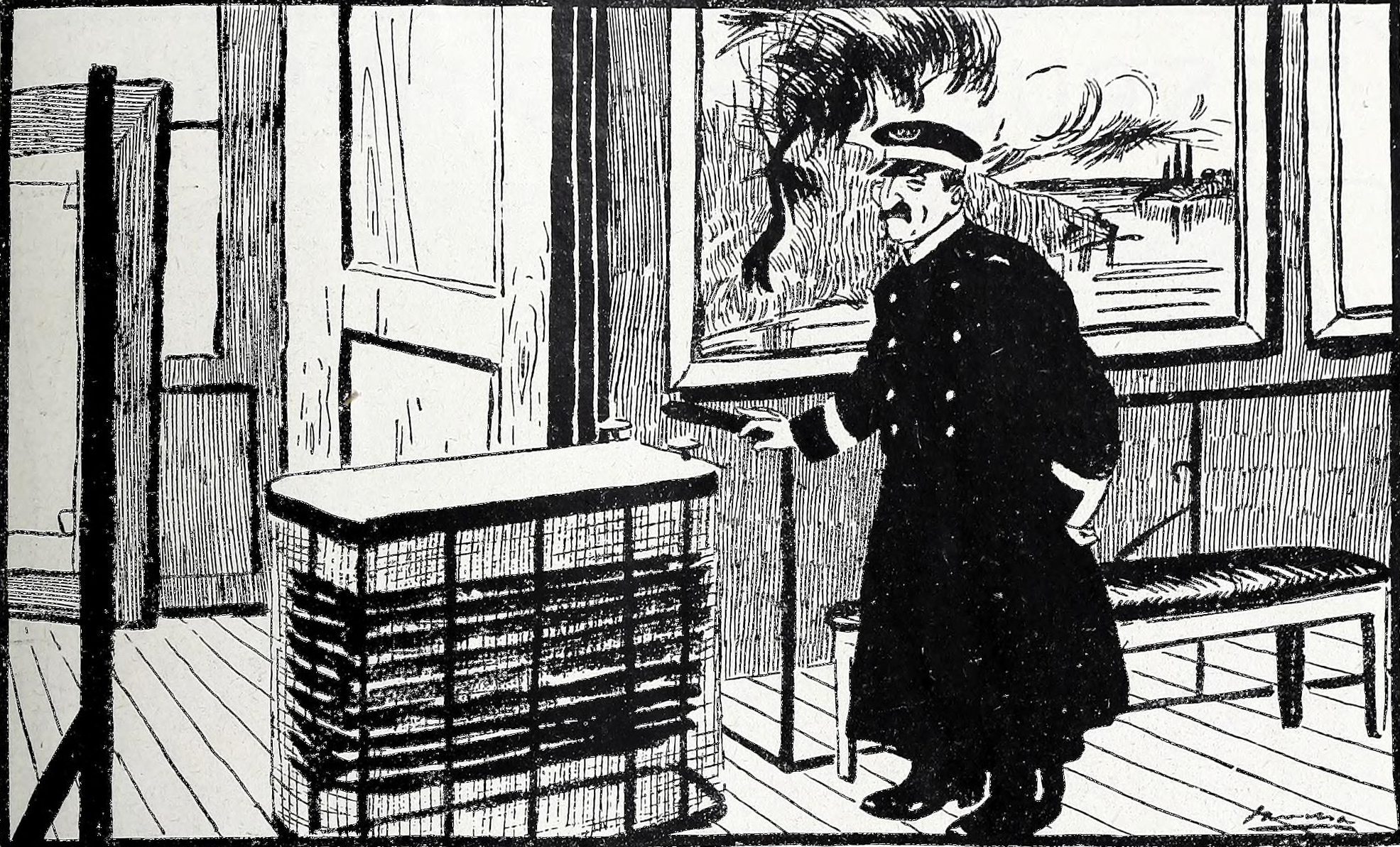
«El ujier del museo» (Blanco y Negro, 16 de junio de 1906)

Se llamaba ujier a un tipo de asistente de palacio que correspondía a portero, del que había varias clases según su ocupación. Actualmente, la denominación ha quedado delimitada a determinados porteros que trabajan en palacios o tribunales.
Antiguamente, se distinguían los siguientes tipos de ujier:
- Ujier de cámara. El criado del rey que asistía en la antecámara para cuidar la puerta y de que sólo entraran las personas que debían entrar por sus oficios o motivos.
- Ujier de saleta. Criado del rey que asistía en la pieza más afuera de la antecámara, que llamaban saleta, para cuidar de impedir la entrada a los que no debían entrar. También lo había en el cuarto de la reina con el mismo encargo.
- Ujier de sala o ujier de vianda. Criado de palacio que tenía a su cargo el acompañar el cubierto y copa desde la panetería y cava y después la vianda desde la cocina.

## Historia
El significado de ujier se encuentra muy cerca del significado de canciller.
En los tribunales del Imperio romano había una verja de metal llamada la cancella, que separaba a los funcionarios judiciales de la audiencia. En la puerta de esa reja había un ujier, el cancellarius o encargado de la cancela. Más tarde, a este ujier se le empezaron a asignar otras tareas, cada vez más importantes. El nombre de cancellarius se mantuvo, aunque ya el cancellarius fuese un alto funcionario y no tuviera nada que ver con cuidar la verja de los tribunales. La palabra canciller es la versión española de ese antiguo término latino. La cancillería es la oficina o despacho de los cancilleres.
Durante la Edad Media, en algunos países europeos se encargó a los cancilleres la custodia del sello con el escudo del rey, que había que ponerle a los documentos oficiales. En la Edad Moderna, en el despacho de estos funcionarios, es decir, en las cancillerías, se redactaban, emitían y autorizaban con el sello real los documentos de mayor importancia para las relaciones con otras cortes.
Algunos monarcas europeos empezaron a nombrar consejeros o ministros encargados específicamente de dirigir las relaciones exteriores. Como parte de esa tarea les correspondía emitir muchos documentos con el sello del rey, y por tal motivo en algunos países se les empezó a dar el nombre de cancilleres a los ministros de Relaciones Exteriores, y el de cancillerías a sus despachos.
En varios países de Europa, y más tarde en los de Iberoamérica, la palabra «canciller» se convirtió en sinónimo de Ministro de Relaciones Exteriores. Debe tenerse en cuenta, sin embargo, que ese vocablo no es oficial, sino una expresión de uso común, del mismo modo que al presidente de la República se le menciona a veces como primer mandatario. El nombre oficial y, por consiguiente, el único que se utiliza en los documentos públicos es el de ministro de Relaciones Exteriores.
En otros lugares, la palabra canciller tiene un significado distinto. Por ejemplo, en Alemania y Austria, el canciller es el primer ministro, no el ministro. En Suiza, es el secretario del Gobierno federal.
Actualmente en las congregaciones cristianas se usa ese término para designar a los que reciben a las personas y las acomodan durante el servicio, como herencia histórica de los asignados en las puertas del palacio del rey David marcado en la Biblia.

## Ujieres de las Cortes Generales

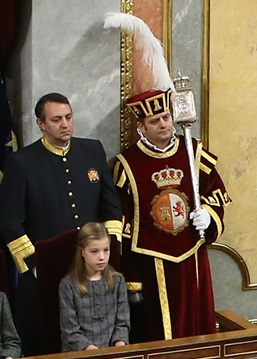
Ujier (izquierda) y macero (derecha) en el Congreso de los Diputados (España).

A día de hoy, y circunscribiéndonos a España, la figura del ujier se limita al ámbito parlamentario, tanto nacional como autonómico; de entre los que destaca el cuerpo de ujieres de las Cortes Generales, que es considerado por muchos expertos como el más prestigioso de todos los que subsisten en la actualidad; y también, en algunos casos, al ámbito institucional de edificios con un marcado carácter histórico. 
Para formar parte del cuerpo de ujieres de las Cortes Generales hay que presentarse a una oposición en la que se requiere la preparación de 17 temas y se realizan 2 exámenes, uno psicotécnico y otro de legislación. Si se aprueba dicha oposición se pasa a ser Funcionario de las Cortes del grupo C2, lo que quiere decir que los únicos estudios requeridos para esta posición son los secundarios (ESO)
En la actualidad, entre el Congreso y el Senado este cuerpo tiene unos 200 empleados aproximadamente.
Sus funciones son principalmente la vigilancia, control de accesos y custodia en el interior de los edificios parlamentarios, así como otro tipo de tareas auxiliares.
Su sueldo suele oscilar entre los 1600-1900€ mensuales brutos.